# Brendon
A Brendon kelta eredetű férfinév, jelentése: a tüzes hegy lakója.[forrás?]Női megfelelője: Brenda.

## Gyakorisága
Az 1990-es években nem lehetett anyakönyvezni, 2004 óta a 80-96. leggyakoribb férfinév.

## Névnapok
- július 7.
- november 20.

## Híres Brendonok
- Brandon Lee
- Brendon Urie